# Tanja Nijmeijer
Tanja Nijmeijer alias "Eillen" eller "Alexandra" (født 13. februar 1978 i Denekamp i Holland) er formentlig eneste europæiske medlem af den colombianske guerillabevægelse FARC-EP. Hendes dagbog fra hendes første år som guerillakriger, blev fundet i 2007, og afslører en ekstremt barsk og machodomineret miljø i guerillaen. FARC sendte i november 2010 en video til hollandsk tv, hvor Tanja fortæller, at hun er guerillakriger af egen fri vilje og ikke var gidsel, og at Colombias regering er velkomne til at hente hende, men de vil blive mødt af AK 47 og granater.
Tanja er i sommeren 2010 blevet udnævnt til international repræsentant for FARC, med det formål at rette op på bevægelsens dalende opbakning i venstreorienterede miljøer i Europa.[kilde mangler]